# マニトバ州首相
マニトバ州首相（Premier of Manitoba）は、カナダのマニトバ州の州首相である。

## 一覧
| 代 | 氏名・政党                                      | 任期                                    |
| -- | ----------------------------------------------- | --------------------------------------- |
| 1  | アルフレッド・ボイド（無所属）                  | 1870年9月16日 - 1871年12月14日          |
| 2  | マルク＝アマブル・ジラール（無所属）            | 1871年12月14日 - 1872年3月14日（1期目） |
| 3  | ヘンリー・ジョゼフ・クラーク（無所属）          | 1872年3月14日 - 1874年7月8日            |
| -  | マルク＝アマブル・ジラール（無所属）            | 1874年7月8日 - 1874年12月2日（2期目）   |
| 4  | ロバート・アトキンソン・デイヴィス（無所属）    | 1874年12月2日 - 1878年10月16日          |
| 5  | ジョン・ノークェイ（無所属）                    | 1878年10月16日 - 1887年12月24日         |
| 6  | デイヴィッド・ハワード・ハリソン（無所属）      | 1887年12月26日 - 1888年1月19日          |
| 7  | トーマス・グリーンウェイ（自由党）              | 1900年1月6日 - 1888年1月19日            |
| 8  | ヒュー・ジョン・マクドナルド（保守党）          | 1900年1月10日 - 1900年10月29日          |
| 9  | ロドモンド・ロブリン（保守党）                  | 1900年10月29日 - 1915年5月12日          |
| 10 | トバイアス・ノリス（自由党）                    | 1915年5月12日 - 1922年8月8日            |
| 11 | ジョン・ブラッケン（オンタリオ農民連合/進歩党） | 1922年8月8日 - 1932年6月16日            |
| -  | ジョン・ブラッケン（自由党・進歩党）            | 1932年6月16日 - 1943年1月14日           |
| 12 | ステュアート・ガーソン（自由党・進歩党）        | 1943年1月14日 - 1948年11月13日          |
| 13 | ダグラス・ロイド・キャンベル（自由党・進歩党）  | 1948年11月13日 - 1958年6月30日          |
| 14 | ダファリン・ロブリン（進歩保守党）              | 1958年6月30日 - 1967年11月27日          |
| 15 | ウォルター・ウィアー（進歩保守党）              | 1967年11月27日 - 1969年7月15日          |
| 16 | エドワード・シュレイヤー（新民主党）            | 1969年7月15日 - 1977年11月24日          |
| 17 | スターリング・ライオン（進歩保守党）            | 1977年11月24日 - 1981年11月30日         |
| 18 | ハワード・ポーリー（新民主党）                  | 1981年11月30日 - 1988年5月9日           |
| 19 | ゲイリー・フィルモン（進歩保守党）              | 1988年5月9日 - 1999年10月5日            |
| 20 | ゲイリー・ドアー（新民主党）                    | 1999年10月5日 - 2009年10月19日          |
| 21 | グレッグ・セリンジャー（新民主党）              | 2009年10月19日 - 2016年5月3日           |
| 22 | ブライアン・パリスター（進歩保守党）            | 2016年5月3日 - 2021年9月1日             |
| 23 | ケルビン・ゲルツェン（進歩保守党）              | 2021年9月1日 - 2021年11月2日            |
| 24 | ヘザー・ステファンソン（進歩保守党）            | 2021年11月2日 - 2023年10月18日          |
| 25 | ワブ・キニュー（新民主党）                      | 2023年10月18日 - （現職）               |